# 爟增十一
爟增十一，又名巨蟹座υ¹，BD+24 1940，HD 72041、SAO 80229、HR 3355，是巨蟹座的一颗恒星，视星等为5.75，位于銀經200.19，銀緯31.98，其B1900.0坐标为赤經8h 25m 35.7s，赤緯+24° 31.98′ 7″。